# تمارا غاتشيلادز
تمارا «تاكو» غاتشيلادز (جورجية:თამარა "თაკო" გაჩეჩილაძე؛ ولدت 17 مارس 1983) مغنية، وكاتبة اغاني، وممثلة جورجية. مثلت جورجيا في مسابقة الأغنية الأوروبية 2017 بأغنية "Keep the Faith" لكنها فشلت في التأهل إلى الدور النهائية.

## روابط خارجية
- تمارا غاتشيلادز على موقع ميوزك برينز (الإنجليزية)
- تمارا غاتشيلادز على موقع ديسكوغز (الإنجليزية)

تمارا غاتشيلادز على إنستغرام